# Cis uapouae
Cis uapouae es una especie de coleóptero de la familia Ciidae.

## Distribución geográfica
Habita en las islas Marquesas.